# Черешка 2010
Черешка 2010 е любителска едностепенна твърдогоривна ракета, създадена от група български ракетомоделисти през 2010 г. в град Кюстендил. Тя притежава габарити и стартова маса, които към момента на създаването и са рекордни за любителска ракета в България и на Балканите – дължина 5,00 m, диаметър 0,5 m, размах на стабилизаторите 1,80 m, стартова маса 175 kg.
Ракетата е проектирана и конструирана от членове на Школата по ракетомоделизъм при Обединен Детски Комплекс в Кюстендил и Обществото на българските ракетомоделисти-експериментатори с главен конструктор Христофор Скандалиев.
Изработена е от картонен корпус и вътрешен дървен скелет. Стабилизаторите и са 4 на брой с конструкция тип „сандвич“ от шперплатови плоскости. Двигателят на ракетата е с пълен импулс 21 600 N.s, стартова тяга 13 500 N и време на работа 1,9 s. По международната класификация се означава като клас O-11000.
Твърдото гориво е с маса 18 kg, разпределена в 8 броя цилиндрични заряди, а съставът е 65% калиев нитрат + 35%Изомалт, допълнени с 3%пластификатор и 1% катализатор.
„Черешка 2010“ е създадена с познавателна и демонстрационна цел, така че да достигне височина на полета не повече от 500 метра. Оборудвана е с бордови компютър за записване на полетните данни и за управление на спасителната система при приземяване, която се състои от два парашута – изтеглящ и основен. На борда и е монтирана видео камера, записваща полета в реално време.
На 12 септември 2010 г. Черешка 2010 лети успешно в покрайнините на град Кюстендил, достигайки височина 410 м и се приземява меко с основния парашут недалеко от стартовата позиция.